# Munster van Bonn
Het munster van Bonn is het belangrijkste katholieke kerkgebouw in de Duitse stad Bonn. De kerk werd in de 11e eeuw als romaanse stiftskerk van het Cassius-stift gebouwd. De kerk werd gewijd aan Cassius en Florentius, twee soldaten van het Thebaanse Legioen. Tegenwoordig draagt de kerk het patrocinium van Sint Martinus (Duits: Sankt Martin).
Na de secularisatie van het stift in het begin van de 19e eeuw en de afbraak van de naburige parochiekerk Sint Martinus in 1812 viel de munsterkerk toe aan de parochie.
Op pinksterzondag in 1956 verhief aartsbisschop Aloysius Muench het munster tot basilica minor. Het munster was wegens de geschiedenis, de schoonheid en de monumentaliteit het meest waardevolle monument van de stad, zo schreef paus Pius XII als motivatie voor het verlenen van de eretitel.

## Voorgeschiedenis
Bodemvondsten, zoals altaren die in de buurt van de kerk werden gevonden, geven aan dat er op het gebied van de kerk in de Romeinse tijd reeds een plek van aanbidding was. Graven en een Romeinse cella memoriae wijzen op het bestaan van een kleine necropolis die hier sinds de 2e eeuw bestond. De cella memoriae was een bouwwerk van vakwerk en had een binnenruimte met stenen banken en twee tafels. Hier werden de doden herdacht bij een rituele maaltijd. In de 4e eeuw werd dit gebouw afgebroken.
Omstreeks het midden van de 6e eeuw werd op de plaats een zaal gebouwd van 13,70 meter lang en 8,80 meter breed. Al tijdens de bouw of kort daarna vond in het nieuwe gebouw de eerste begrafenis plaats. De Merovingen die er werden begraven behoorden tot het christelijk geloof.
Uiterlijk aan het eind van de 7e eeuw vestigden zich in de nabijheid van het gebouw geestelijken. Vermoedelijk leefden hier ook de abt Giso en een diaken, die in de oudste schriftelijke bronnen uit 691/92 van het gebouw op de plaats werden genoemd. Door aanbouw van onder andere nieuwe grafruimten en verbouwingen veranderde het gebouw voortdurend. In de middeleeuwen veronderstelde men dat het gebouw de grafplaats was van de als martelaren vereerde Cassius en Florentius. Met de oprichting van het Cassius-stift in de Karolingische tijd aan het einde van de 8e eeuw ontstond op deze plek de stiftskerk Cassius en Florentius.

## Geschiedenis

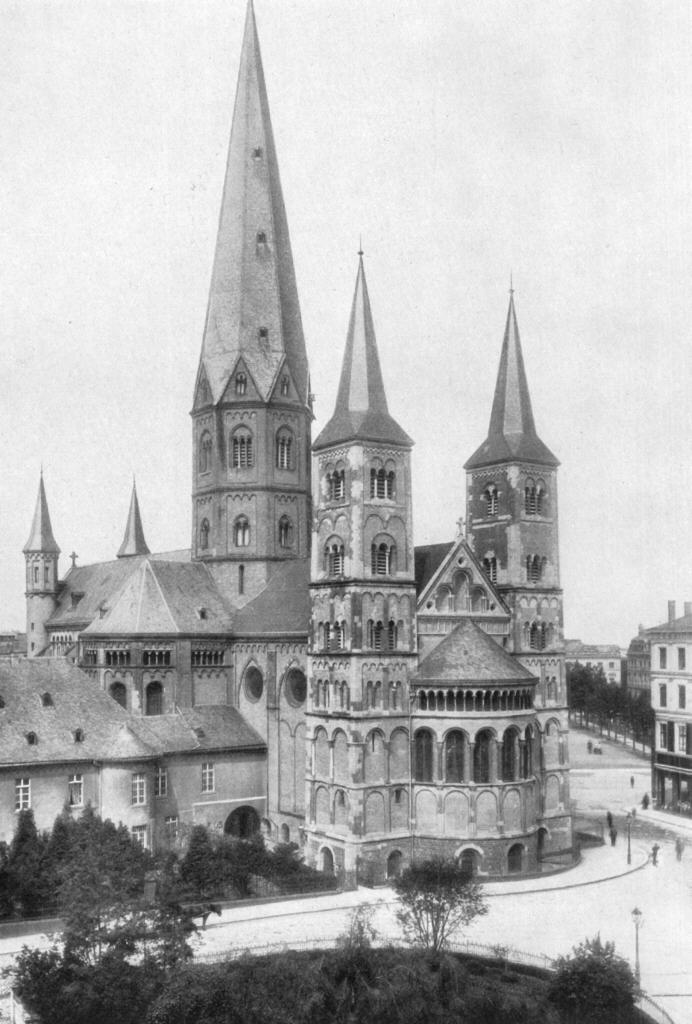
De kerk in 1925

De oude stiftskerk werd rond 1050 gesloopt en vervangen door een nieuwbouw in romaanse stijl. Deze drieschepige kruisbasiliek was een van de eerste grote kerkgebouwen in het Rijnland. Bij de nieuwbouw ontdekte men ook drie graven, waarvan men er twee toedichtte aan Cassius en Florentius en het derde aan de Bonner martelaar Malusius.
Het dwarsschip was amper breder dan het schip. De basiliek had een dubbel koor; een lang koor over een driebeukige crypte in het oosten waaronder zich een grafkelder bevond en een westelijk koor waaronder zich eveneens een crypte bevond. Van dit 11e-eeuwse bouwwerk zijn slechts de grafkelder, delen van de oostelijke crypte, het oostkoor en het westelijke deel behouden. In de grafkelder bevinden zich drie stenen sarcofagen en een met bakstenen ommuurd graf.
Door de oost-westoriëntatie van de kerk ligt de middenas van het gebouw dwars op de oude graven, waarin de relieken van de Bonner martelaren Cassius en Florentius zouden hebben gelegen. In 1166 liet proost Gerard van Are de relieken in kostbare schrijnen leggen die een plek kregen op het hoogaltaar. Gerard van Are liet de kerk vergroten en gaf opdracht om de oostelijke apsis en de beide oostelijke torens te bouwen. Aangezien hij tevens proost van het kapittel van Sint-Servaas in Maastricht was, is het aannemelijk dat de oostpartij van de Sint-Servaaskerk een kopie is van die van de Munsterkerk in Bonn. De inwijding van de uitbreidingsbouw vond plaats in 1153. De nog grotendeels in originele staat bewaarde kruisgang aan de zuidzijde van de kerk is ook aan de bouwlust van deze proost te danken.
Tegen het einde van de 12e eeuw werd het koor met kruisribgewelven voorzien en rond 1200 werden het dwarsschip met vijfzijdige apsisafsluiting, de viering en een achthoekige toren met tentdak gebouwd. De toren is 81,4 meter hoog en draagt een spits uit de 16e eeuw.
In de 13e eeuw werd het schip van de kerk in gotische stijl herbouwd, waarbij eveneens de zijbeuken verbreed werden en de westelijke apsis een nieuwe vormgeving kreeg. De exacte datering van de herbouw is onder kunsthistorici omstreden en varieert tussen de jaren 1220-1240.
Herbouw van het schip van de kerk in gotische stijl werd ergens tussen 1220-1240 begonnen. De laatste datum wordt ondersteund door een bron uit de kronieken van de Abdij van Floreffe, die vermeldt dat het oude schip van het munster in 1239 door brand werd verwoest.
Er werden in de jaren 1583-1589 en 1689 aanzienlijke verwoestingen aan de kerk toegebracht. In 1883-1889, 1934 en na bomschade in de Tweede Wereldoorlog werd de kerk gerestaureerd.

## Opbouw
Het kerkgebouw bestaat uit een dubbeltorenfront met twee smalle torens die enigszins verdiept gelegen zijn op de plaats van de eerste zijbeuken, een driebeukig basilicaal schip, een transept met vieringtoren en een koor met twee koortorens en dwerggalerij.

## Inrichting
Bij de inrichting domineren barokke stijlelementen. Bezienswaardig zijn twee altaren van marmer uit de 17e en 18e eeuw, een bronzen beeld van de heilige Helena, de sacramentstoren, de kruisgang en de crypte. Ook zijn er resten van de muurbeschildering uit de 13e en 14e eeuw.
Het orgel op de westelijke galerij werd in 1961 door het gerenommeerde orgelbedrijf Johannes Klais uit Bonn gebouwd.
In de munsterkerk werden vier aartsbisschoppen bijgezet:
- Engelbert II van Valkenburg, aartsbisschop van Keulen van 1261 tot 1274
- Siegfried van Westerburg, aartsbisschop van Keulen van 1275 tot 1297
- Hendrik II van Virneburg, aartsbisschop van Keulen van 1304 tot 1332
- Ruprecht van de Palts, aartsbisschop 1463 tot 1480

Alleen de graven van Engelbert II van Valkenburg en Ruprecht van de Palts bleven behouden.

## Crypte en grafkelder
Het westelijke deel van de crypte met zijn kwadratische kruisgewelven dateert uit het midden van de 11e eeuw. Het oostelijke deel werd door Gerard von Are aangebouwd. De in de crypte te bezichtigen schrijn van Cassius en Florentius werd in 1971 door Hein Genot gemaakt. De historische schrijnen werden in 1587 door Maarten Schenk van Nydeggen en zijn huurlingen geroofd en vermoedelijk omgesmolten. De plunderaars roofden bijna de gehele kerkschat en vernielden de ramen en delen van het interieur van het munster.
Een bronzen deur sluit de toegang tot de grafkelder af. De deur is alleen tijdens het octaaf van het patroonsfeest van de stad (10 oktober) geopend. In de grafkelder bedekken vier marmeren platen graven, waarin de legendarische christelijke martelaren Cassius en Florentius en Malusius als derde martelaar zouden hebben gelegen. De platen werden in 1701 door een kanunnik geschonken.

## Afbeeldingen

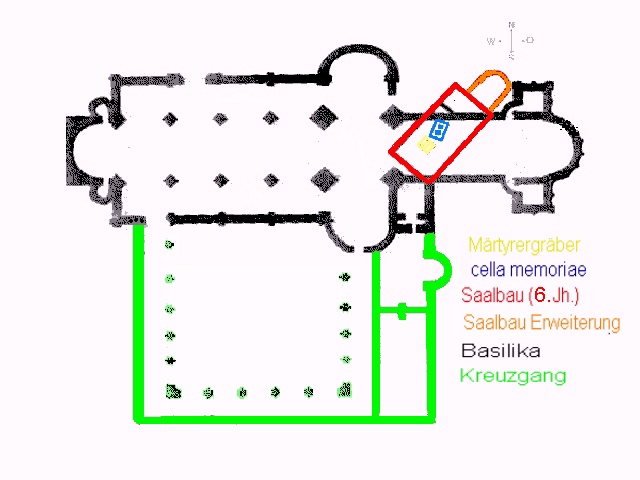
Plattegrond
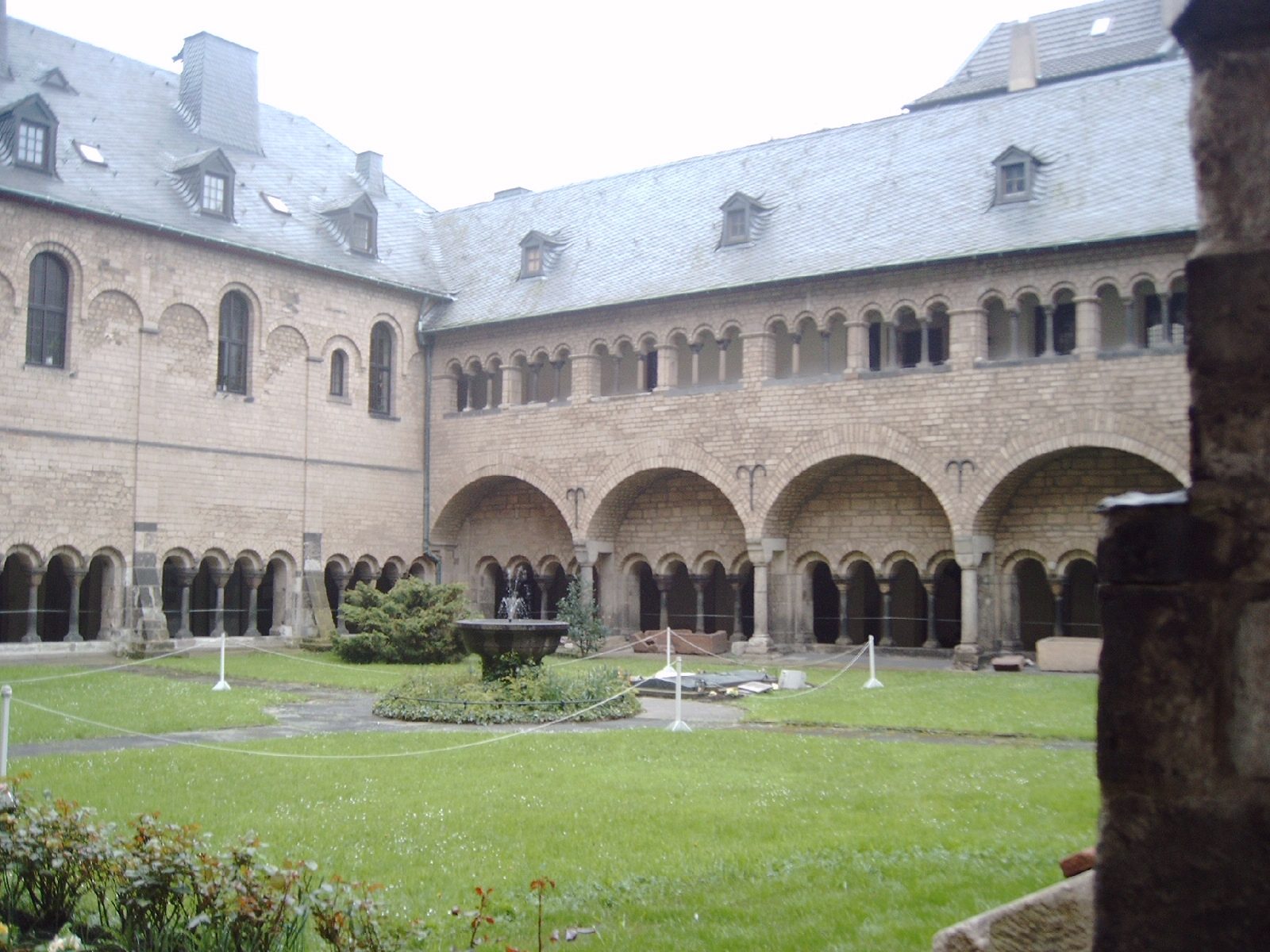
Kruisgang
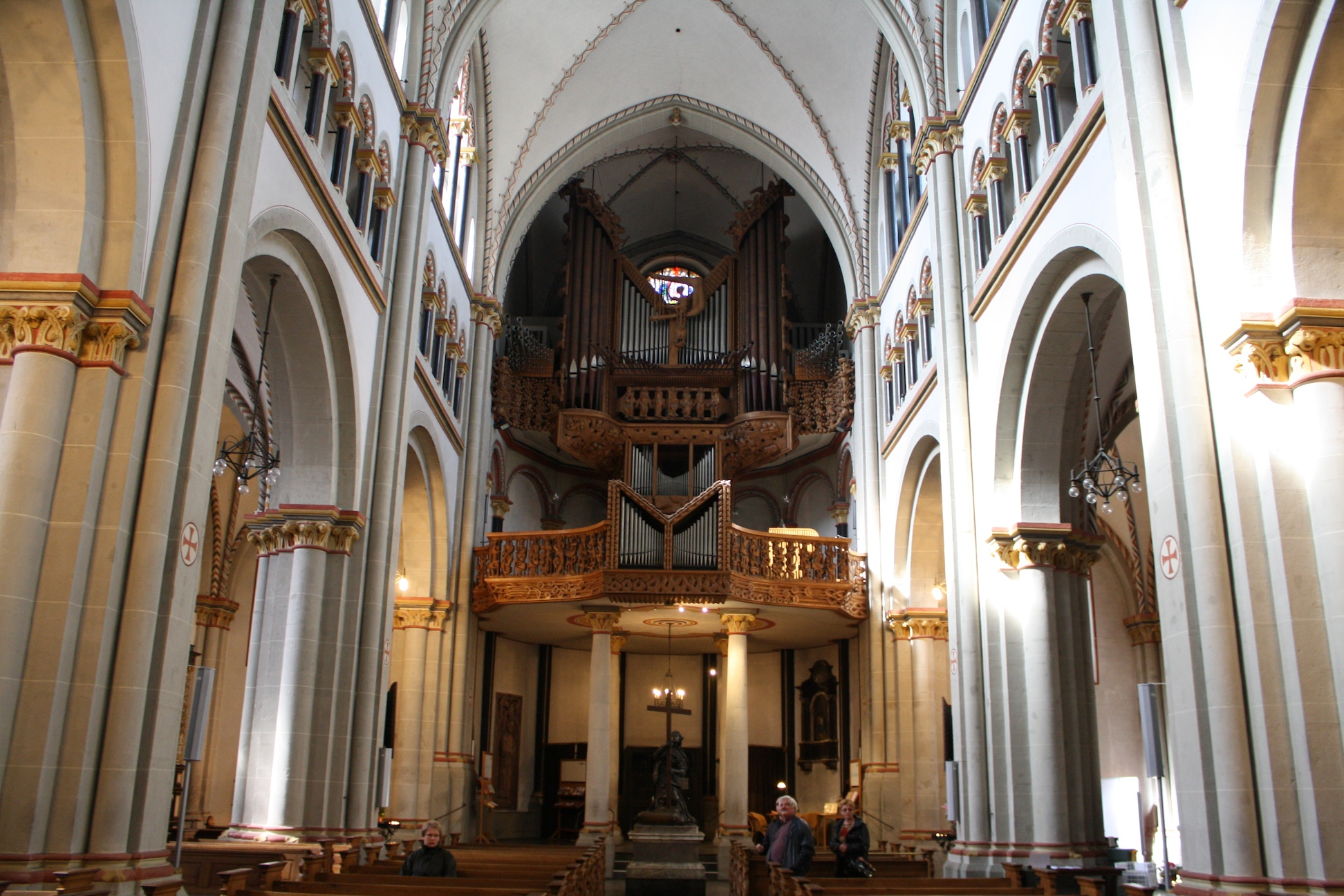
Klais Orgel
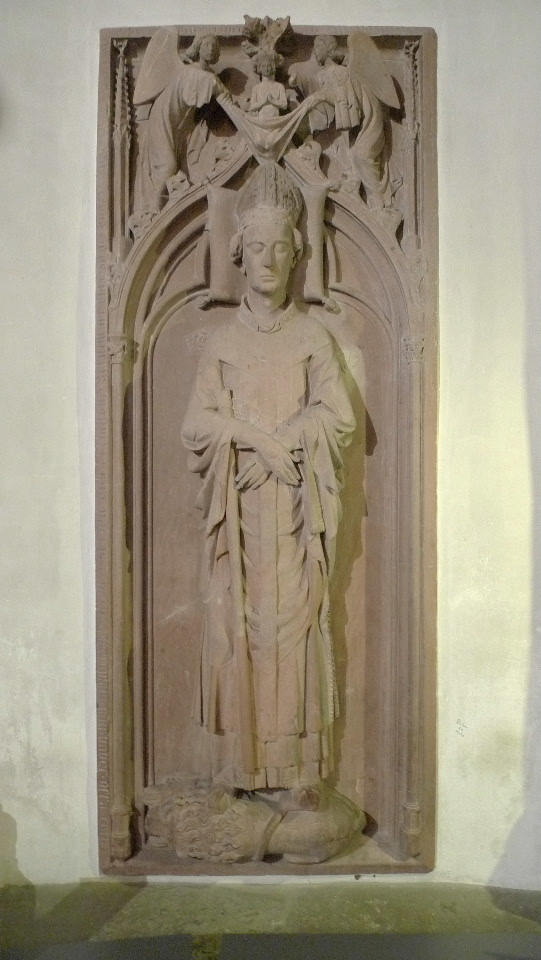
Grafplaats aartsbisschop Engelbert II van Valkenburg